# یواس‌اس کمان‌باله (اس‌اس-۲۸۷)
یواس‌اس کمان‌باله (اس‌اس-۲۸۷) (به انگلیسی: USS Bowfin (SS-287)) یک زیردریایی است که طول آن ۳۱۱ فوت ۹ اینچ (۹۵٫۰۲ متر) می‌باشد. این زیردریایی در سال ۱۹۴۲ ساخته شد.